# 宇野美香
宇野 美香子（うの みかこ、1964年3月26日 - ）は、日本の女性歌手である。東京都品川区出身。本名は、宇野 美香。アイドル時代の旧名は、唐沢 美香。

## 来歴
- 東京女子高校を卒業した[1]。
- 1982年、女性3人組アイドルグループ“きゃんきゃん”のメンバーとしてデビューした。シングル4枚、アルバム2枚[注釈 1]をリリースする。
- 1983年、きゃんきゃん解散[2]。
- 1985年、結婚[2]。

その後、長男、次男を出産するものの、夫が死去した。
- 2013年、シングル「いまでもアイドル/強い女…WOMAN」で、バップより再デビュー[2]。
- 2020年、11月1日にアーティストで音楽プロデューサーのYANAGIMANと平本淳也のプロデュースでアルバム「Love&Happy」を発売。
- 2020年、12月からラジオ「松本邦彦と平本淳也のYOKOHAMA湾岸スタァ」(マリンFM)でレギュラー出演。コーナー「横浜LOPPY大作戦」のＭＣを担当。

## 人物
- 国歌奉唱歌手
- 趣味は映画観賞、旅行、食べ歩き、など[2]。
- 特技は料理、ホームランドリー、窓磨き、メイク[2]。
- 中学生の頃から西城秀樹の大ファンで、その後西城の曲『YOUNG MAN (Y.M.C.A.)』のバックダンサーオーディションに応募して合格。その時は泣いたり、感激することしきりだったという[1]。

## ディスコグラフィー

### シングル
- いまでもアイドル/強い女…WOMAN（2013年12月18日）

### アルバム
- 宇野美香子 〜昭和ポップスを歌う（2015年3月25日）

- Love&Happy（2020年11月1日）

## CM
- メナード化粧品 フレッシュコロン
- サンヨー食品 カップスター